# Beyond the Sea (Bobby Darin)
Beyond the Sea è la versione in lingua inglese della canzone La Mer composta nel 1943 dal fantasista francese Charles Trenet e da Léo Chauliac durante un viaggio in treno fra Narbonne e Carcassonne.
Il brano fu poi inciso da Trenet e lanciato sul mercato discografico internazionale nel 1946. Secondo gli storici della musica occorsero a Trenet e a Chauliac soltanto una ventina di minuti per comporre quello che era destinato a diventare un successo mondiale della musica leggera.
Il testo in inglese è di Jack Lawrence: scritto in maniera originale, non ha alcun riferimento semantico con quello del corrispettivo brano in lingua francese.
A parere di taluni critici, mentre il testo di Le Mer è suggestivo per le evocazioni poetiche che racchiude in sé, ricche di crepuscolari riflessioni sulla vita e sul sentimento amoroso in senso universale, la versione in lingua inglese appare come un, peraltro riuscito, tentativo di confezionare una canzone di puro sentimentalismo. Il refrain ruota attorno alle aspettative di un innamorato che, guardando al di là del mare (beyond the sea, appunto), spera di incontrare un giorno la ragazza del cuore in grado di non farlo salpare più.
Il brano ha avuto oltre quattrocento versioni ma è soprattutto nell'incisione del cantante italo-statunitense Bobby Darin che ha raggiunto negli anni sessanta il successo internazionale.

## Standard senza tempo
Grazie anche a puntuali arrangiamenti orchestrali, Beyond the Sea è diventata in breve tempo uno standard musicale, un vero e proprio evergreen sul quale hanno puntato molte chance numerosi cantanti che si sono cimentati nelle numerose cover. La versione di Darin rimane tuttavia quella maggiormente conosciuta.
Il brano ha avuto una rinnovata popolarità - tanto da essere spesso inserito come commento sonoro in spot pubblicitari - nella colonna sonora della serie televisiva Lost. In quella circostanza il motivo era cantato dall'attrice Maggie Grace che impersonava il personaggio Shannon Rutherford.

## Nel cinema
La canzone incisa da Darin nel 1960 e lanciata in numerosi show per la televisione deve molto della sua popolarità soprattutto al fatto di essere stata utilizzata in maniera massiccia dal cinema.
Questa canzone ha dato il titolo ad uno specifico biopic (appunto, Beyond the Sea). Diretto ed interpretato da Kevin Spacey, il film narra della vita di Bobby Darin, il cantante che ha portato il brano alla notorietà. Spacey stesso canta Beyond the Sea nella sequenza del matrimonio di Darin con l'attrice e cantante Sandra Dee.
Ugualmente, nella serie televisiva American Dreams, Duncan Sheik esegue il brano interpretando appunto il ruolo di Darin.
Ma altri sono i film o telefilm che hanno utilizzato questo brano, spesso ricorrendo alla versione di Darin ma in alcuni casi a quelle di altri interpreti oppure a registrazioni originali effettuate appositamente per la circostanza.
Fra i film o spettacoli televisivi che includono la versione di Darin vi sono Apollo 13, Austin Powers in Goldmember, Quei bravi ragazzi, Black Rain e The X-Files, Grand Tour, mentre una parte di questa registrazione accompagna l'ammaraggio di Alan Shepard e del suo Freedom 7 nel primo episodio della mini-serie televisiva HBO del 1998 From the Earth to the Moon.
La famosa versione della canzone interpretata da Robbie Williams è stata usata nei titoli di coda del film della Pixar Alla ricerca di Nemo.

## Nella pubblicità
Nel 2005 Beyond the Sea è stata utilizzata negli Stati Uniti per commentare musicalmente la campagna pubblicitaria della Carnival Cruise Lines e nel 2007, in Italia, quella della casa automobilistica Citroën.

## Nei videogiochi
La canzone di Darin è stata inclusa anche nella colonna sonora di BioShock, videogioco per PC, Xbox360 e PlayStation 3 uscito nel 2007

## Altre versioni
- Il titolo della canzone è citato anche nel film del 1995 French Kiss, cantata dallo stesso protagonista Kevin Kline durante i titoli di coda.
- La versione di Robbie Williams scorre lungo i titoli di coda del film Alla ricerca di Nemo.
- Usata nella scena finale del film Mr.Beans Holidays.
- Nel film del 1997 A Life Less Ordinary l'attore Ewan McGregor canta il brano assieme a Cameron Diaz in una elaborata sequenza onirica.
- Il quartetto vocale scozzese degli Wet Wet Wet ha una versione della canzone nell'album 10.
- Will Young ha registrato Beyon the Sea come lato-B del singolo Light My Fire.
- Il brano è incluso nell'album musicale Pop Idol: The Big Band Album.
- Un'ulteriore versione è dovuta all'ensemble musicale irlandese dei Celtic Woman.
- George Benson, album 20/20 (1985)
- Una delle interpretazioni più ritmate ma al contempo più emozionante è anche la ripresa della versione originale francese, "La mer", nel finale struggente del film "La talpa", ripresa da un live all'Olimpia di Parigi di Julio Iglesias.